# Adolphe Cochery

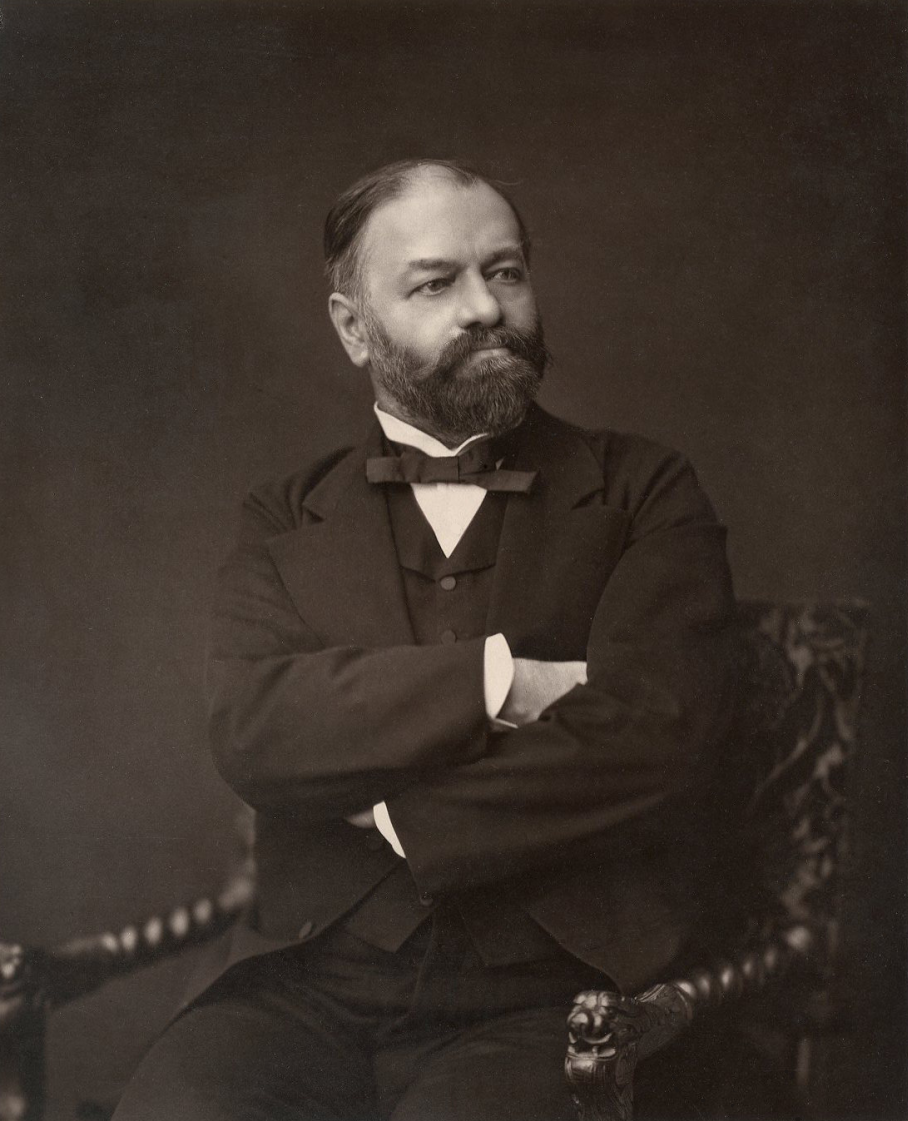
Adolphe Cochery

Adolphe Louis Cochery (Parijs, 26 augustus 1819 - aldaar, 13 oktober 1900) was een Frans politicus.

## Biografie

### Opleiding
Adolphe Cochery studeerde rechten in Parijs. In 1839 vestigde hij zich aldaar als advocaat. Na de Februarirevolutie van 1848 werd hij kabinetschef van het ministerie van Justitie. Hij schaardde zich bij de centrumlinkse (of gematigde) republikeinen. 

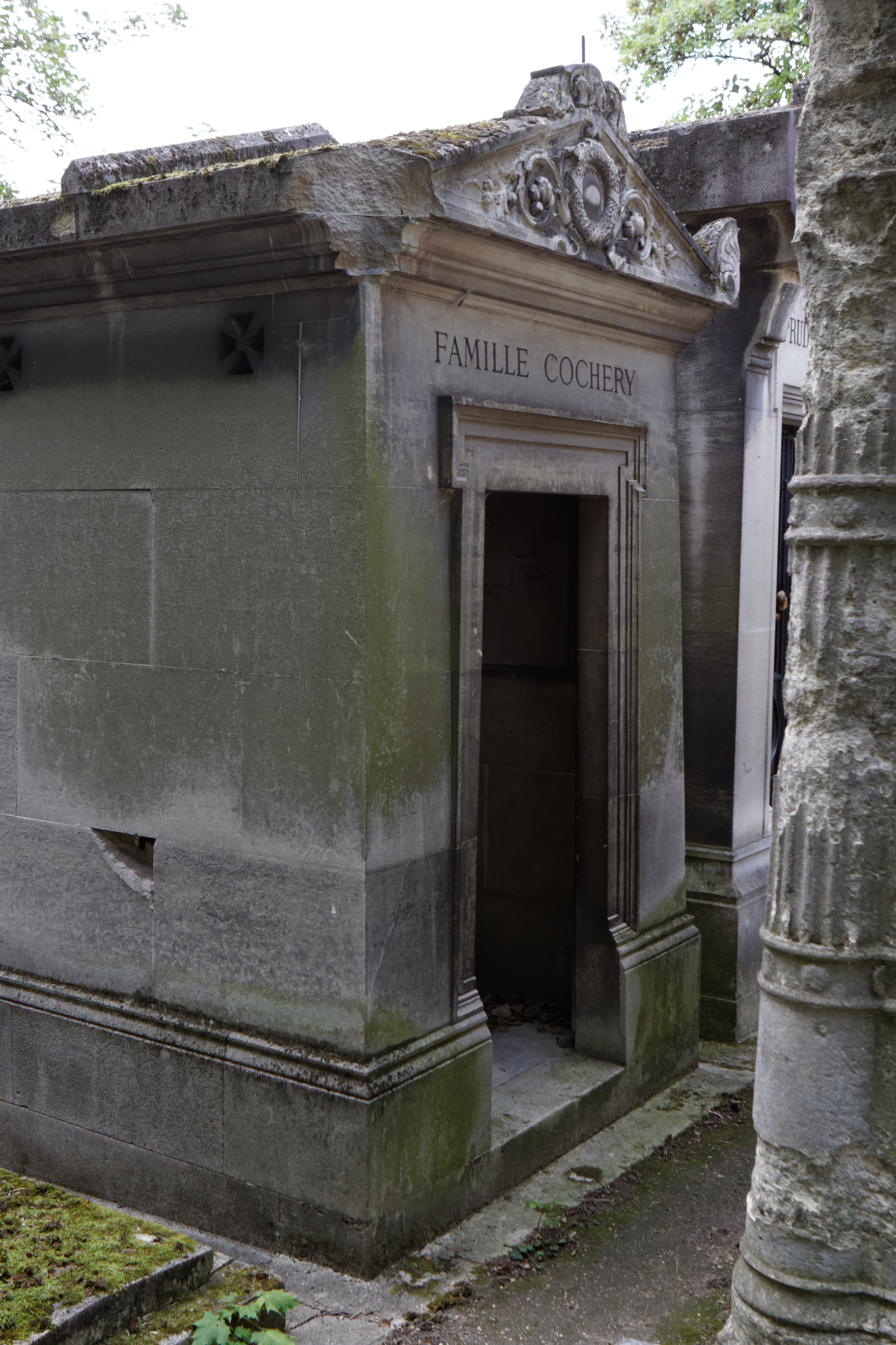
Grafkapel van de familie Cochery op het kerkhof Père-Lachaise

### Tweede Franse Keizerrijk
Adolphe Cochery trok zich terug uit de politiek na de staatsgreep van 2 december 1851, de zelfcoup waarbij president Lodewijk Napoleon alle macht naar zich toetrok. Cochery wijdde zich in de periode 1851-1870 vooral aan journalistieke bezigheden. In 1868 stichtte hij de krant l'Indépendant de Montargis. Kort hierna, in 1869, werd hij als centrumlinkse kandidaat voor het departement Loiret in het Wetgevend Lichaam (Corps Législatiff) gekozen. Hij was een van de indieners van de Interpellatie van de 116 volksvertegenwoordigers.

### Derde Franse Republiek

#### Volksvertegenwoordiger
Adolphe Cochery koos na de val van het Tweede Franse Keizerrijk de zijde van de Derde Franse Republiek (september 1870). Bij de parlementsverkiezingen van februari 1871 werd hij voor het departement Loiret in de Kamer van Afgevaardigden (Chambre de Députés) gekozen. Ten tijde van de Commune van Parijs werd hij gemandateerd door het Franse parlement met het uitvoeren met diverse opdrachten in de belegerde hoofdstad; hij ontving hier zelfs een vrijgeleide voor van president Adolphe Thiers. 
Van 1877 tot 1900 was hij voorzitter van de departementsraad (Président du Conseil Général) van het departement Loiret.

#### Minister van Posterijen
In maart 1878 werd hij directeur van de Dienst Posterijen, dat toen resulteerde onder de staatssecretaris van Financiën. In hetzelfde jaar zat hij in Parijs het congres van de Wereldpostunie voor. Op 4 november 1878 stichtte hij de Hogeschool voor Telegrafie, de voorloper van de huidige École Nationale Supérieure des Télécommunications. Op 5 februari 1879 werd het ministerie van Posterijen en Telegrafie opgericht. Cochery werd de eerste minister van Posterijen en Telegrafie. In die functie woonde zat hij in 1881 het Eerste Congres voor de Bescherming van Onderwaterkabels voor. Op 30 maart 1885 trad hij af, net als alle andere ministers in de regering-Ferry II.

#### Senator
In januari 1888 werd Cochery in de Senaat (Sénat) gekozen voor het departement Loiret. Hij bleef senator tot 1900, toen hij overleed op 79-jarige leeftijd.

## Trivia
- Zijn zoon, Georges Cochery (1855-1914) was net als zijn vader minister van 1896 tot 1898 en van 1909 tot 1910 en was tevens voorzitter van de departementsraad van Loiret van 1900 tot 1914.